# 哈米納
哈米納（芬蘭語：Hamina）是芬蘭屈米河谷区的城市，位於該國東南部，距離首都赫爾辛基150公里，面積1,155.17平方公里，2012年人口21,400，其中約96%居民的母語是芬蘭語。

## 外部連結
- 哈米纳市官方网站（页面存档备份，存于） （文） （英文）

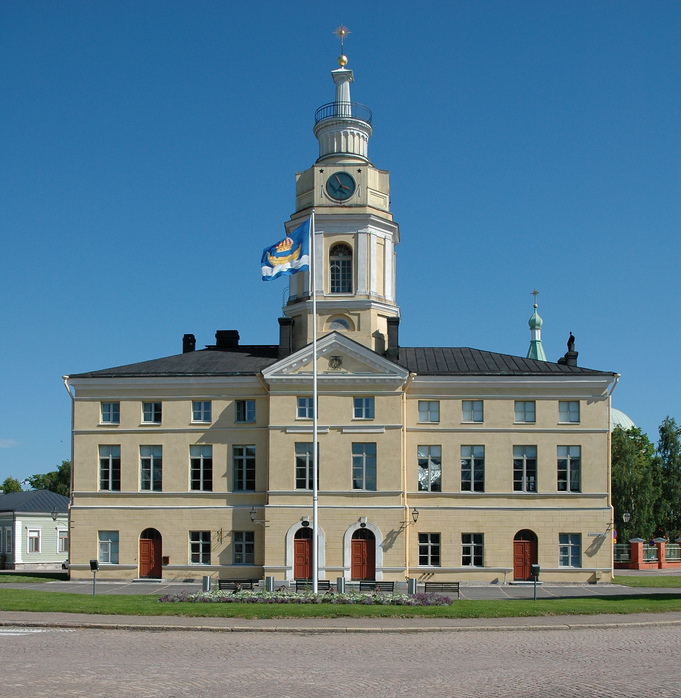
哈米纳市政厅

- Hamina-Fredrikshamn at Northern Fortress（页面存档备份，存于）